# Zweden op de Olympische Zomerspelen 2012
Zweden nam deel aan de Olympische Zomerspelen 2012 in Londen, Verenigd Koninkrijk.

## Medailleoverzicht
| Sport        | Olympiër                       | Onderdeel                   | Medaille |
| ------------ | ------------------------------ | --------------------------- | -------- |
| Zeilen       | Fredrik Lööf Max Salminen      | kielboot (star) (m)         | Goud     |
| Paardensport | Sara Algotsson Ostholt op Wega | eventing                    | Zilver   |
| Schietsport  | Håkan Dahlby                   | dubbeltrap (m)              | Zilver   |
| Triatlon     | Lisa Nordén                    | vrouwen                     | Zilver   |
| Handbal      | olympisch team                 | mannen                      | Zilver   |
| Worstelen    | Jimmy Lidberg                  | grieks-romeins, -96 kg (m)  | Brons    |
| Worstelen    | Johan Eurén                    | grieks-romeins, -120 kg (m) | Brons    |
| Zeilen       | Rasmus Myrgren                 | eenpersoonsjol (laser) (m)  | Brons    |

## Deelnemers en resultaten
(m) = mannen, (v) = vrouwen

### Atletiek
| Olympiër            | Onderdeel                | Resultaat | Prestatie |
| ------------------- | ------------------------ | --------- | --- |
| Michel Tornéus      | verspringen (m)          | 4e        | kwalificatie: 8,03 m (6e; 4e groep A) finale: 8,11 m |
| Alhaji Jeng         | polsstokhoogspringen (m) | -         | kwalificatie: geen geldige score |
| Kim Amb             | speerwerpen (m)          | 18e       | kwalificatie: 78,94 m (8e groep B) |
|                     |                          |           | |
| Moa Hjelmer         | 400 m (v)                | series    | serie 5: 52,86 (4e) |
| Emma Green Tregaro  | hoogspringen (v)         | 8e        | kwalificatie: 1,93 (2e; 1e groep A) finale: 1,93 m |
| Ebba Jungmark       | hoogspringen (v)         | 20e       | kwalificatie: 1,85 m (10e groep B) |
| Angelica Bengtsson  | polsstokhoogspringen (v) | 19e       | kwalificatie: 4,25 m (12e groep A) |
| Jessica Samuelsson  | zevenkamp (v)            | 14e       | 6300 punten totaal (pr) 1039 op 100 m horden (13,58) 0941 met hoogspringen (1,77 m) 0806 met kogelstoten (14,18 m) 0957 op 200 m (24,25) 0905 met verspringen (6,18 m) 0706 met speerwerpen (42,02 m) 0946 op 800 m (2.11,31) |
| Isabellah Andersson | marathon (v)             | 18e       | 2:27.36 |

### Badminton
| Olympiër         | Onderdeel     | Resultaat  | Prestatie |
| ---------------- | ------------- | ---------- | --- |
| Henri Hurskainen | enkelspel (m) | groepsfase | groep M: 3e verloor van GUA Kevin Gordón 1-2 (21-15, 12-21, 14-21) verloor van GBR Rajiv Ouseph 1-2 (20-22, 21-17, 15-21) |

### Boksen
| Olympiër      | Onderdeel                      | Resultaat | Prestatie                                                                                  |
| ------------- | ------------------------------ | --------- | ------------------------------------------------------------------------------------------ |
| Salamo N'tuve | lichtvlieggewicht [-49 kg] (m) | 1/16F     | 1/16F: verloor van KAZ Ilyas Suleimenov 8-13                                               |
| Anthony Yigit | halfweltergewicht [-64 kg] (m) | 1/8F      | 1/16F: won van PUR Francisco Ramirez 13-9 1/8F: verloor van UKR Denys Berinchyk 23-24      |
|               |                                |           |                                                                                            |
| Anna Laurell  | halfzwaargewicht [-75 kg] (v)  | KF        | 1/8F: won van AUS Naomi Fischer-Rasmussen 24-17 KF: verloor van USA Claressa Shields 14-18 |

### Boogschieten
| Olympiër            | Onderdeel       | Resultaat | Prestatie                                                                  |
| ------------------- | --------------- | --------- | -------------------------------------------------------------------------- |
| Christine Bjerendal | individueel (v) | 1/32F     | plaatsingronde: 625 punten (49e) 1/32F: verloor van JPN Ren Hayakawa (4-6) |

### Gymnastiek
| Olympiër       | Onderdeel                 | Resultaat | Prestatie                                                                                    |
| -------------- | ------------------------- | --------- | -------------------------------------------------------------------------------------------- |
| Jonna Adlerteg | meerkamp, individueel (v) | 39e       | 52.199 punten totaal 12.200 op balk 13.933 op brug ongelijk 13.600 op sprong 12.466 op vloer |

### Handbal
| Olympiër | Onderdeel | Resultaat  | Prestatie |
| --- | --------- | ---------- | --- |
| Kim Andersson Mattias Andersson Dalibor Doder Niclas Ekberg Kim Ekdahl du Rietz Mattias Gustafsson Johan Jakobsson Magnus Jernemyr Jonas Källman Tobias Karlsson Jonas Larholm Andreas Nilsson Fredrik Petersen Johan Sjöstrand                           | mannen    | Zilver     | groep A: 3e Zweden 28-21 Tunesië Zweden 41-19 Groot-Brittannië Zweden 32-33 IJsland Zweden 29-13 Argentinië Zweden 26-29 Frankrijk kwartfinale: Zweden 24-22 Denemarken halve finale: Zweden 27-26 Hongarije finale: Zweden 21-22 Frankrijk |
| Ulrika Ågren Johanna Ahlm Matilda Boson Tina Flognman Hanna Fogelström Cecilia Grubbström Isabelle Gulldén Therese Islas Helgesson Anna-Maria Johansson Gabriella Kain Jamina Roberts Linnea Torstenson Angelica Wallén Johanna Wiberg Annika Wiel Fredén | vrouwen   | groepsfase | groep B: 6e Zweden 18-21 Denemarken Zweden 21-24 Noorwegen Zweden 17-29 Frankrijk Zweden 24-25 Spanje Zweden 28-32 Zuid-Korea |

### Judo
| Olympiër     | Onderdeel                  | Resultaat | Prestatie                              |
| ------------ | -------------------------- | --------- | -------------------------------------- |
| Marcus Nyman | middengewicht (-90 kg) (m) | 1/16F     | 1/16F: verloor van UZB Silshod Choriev |

### Kanovaren
| Olympiër                        | Onderdeel     | Resultaat | Prestatie                                                                    |
| ------------------------------- | ------------- | --------- | ---------------------------------------------------------------------------- |
| Anders Gustafsson               | K1 1000 m (m) | 5e        | serie 2: 3.34,419 (1e) halve finale 2: 3.31,149 (3e) A-finale: 3.29,919      |
| Henrik Nilsson Markus Oscarsson | K2 1000 m (m) | 5e        | serie 2: 3.16,590 (3e) halve finale 1: 3.13,125 (1e) A-finale: 3.11,803      |
|                                 |               |           |                                                                              |
| Sofia Paldanius                 | K1 200 m (v)  | HF        | serie 3: 42,596 (2e) halve finale 2: 42,688 (6e)                             |
| Sofia Paldanius                 | K1 500 m (v)  | 4e        | serie 3: 1.51,212 (1e) halve finale 2: 1.51,945 (3e) A-finale: 1.53,197      |
| Karin Johansson Josefin Nordlöw | K2 200 m (v)  | 10e       | serie 1: 1.44,437 (1e) halve finale 1: 1.44,025 (6e) B-finale: 1.45,367 (4e) |

### Paardensport
| Olympiër                                                                                 | Onderdeel            | Resultaat | Prestatie |
| ---------------------------------------------------------------------------------------- | -------------------- | --------- | --- |
| Patrik Kittel op Scandic                                                                 | dressuur             | 14e       | grand prix: 74.073% (15e) grand prix special: 74.079% (14e) grand prix freestyle: 78.732% (techniek: 75.750%; artistiek: 81.714%)                                             |
| Minna Telde op Santana                                                                   | dressuur             | 20e       | grand prix: 67.477% (44e) grand prix special: 72.270% (20e) |
| Tinne Vilhelmsson-Silfvén op Don Auriello                                                | dressuur             | 11e       | grand prix: 74.271% (14e) grand prix special: 74.063% (15e) grand prix freestyle: 79.286% (techniek: 76.143%; artistiek: 79.286%)                                             |
| Patrik Kittel Minna Telde Tinne Vilhelmsson-Silfvén                                      | dressuur team        | 5e        | grand prix: 71.940% (9e) grand prix special: 73.471% |
| Linda Algotsson op La Fair                                                               | eventing             | 36e       | dressuur: 59.80 strafpunten (62e) cross country: +20 = 79.80 strafpunten (43e) springen kwalificatie: +0 = 79.80 strafpunten                                                  |
| Sara Algotsson Ostholt op Wega                                                           | eventing             | Zilver    | dressuur: 39.30 strafpunten (4e) cross country: +0 = 39.30 strafpunten (1e) springen kwalificatie: +0 = 39.30 strafpunten (1e) springen finale: +4 = 43.30 strafpunten        |
| Niklas Lindbäck op Mister Pooh                                                           | eventing             | 18e       | dressuur: 45.20 strafpunten (22e) cross country: +2.80 = 48.00 strafpunten (13e) springen kwalificatie: +9 = 57.00 strafpunten (20e) springen finale: +11 = 68.00 strafpunten |
| Malin Petersen op Sofarsogood                                                            | eventing             | 26e       | dressuur: 60.40 strafpunten (65e) cross country: +0.80 = 61.20 strafpunten (30e) springen kwalificatie: +6 = 67.20 strafpunten                                                |
| Ludwig Svennerstål op Shamwari                                                           | eventing             | 20e       | dressuur: 43.70 strafpunten (16e) cross country: +0.40 = 44.10 strafpunten (7e) springen kwalificatie: +8 = 52.10 strafpunten (11e) springen finale: +20 = 72.10 strafpunten  |
| Linda Algotsson Sara Algotsson Ostholt Niklas Lindbäck Malin Petersen Ludwig Svennerstål | eventing, team       | 4e        | dressuur: 128.20 strafpunten (4ee) cross country: +3.20 = 131.40 strafpunten (3e) springen kwalificatie: +17 = 148.40 strafpunten                                             |
| Rolf-Göran Bengtsson op Casall La Silla                                                  | springconcours       | dnf       | kwalificatie: 0 + 0 + 8 = 8(11e) finale: niet gestart |
| Lisen Bratt Fredricson op Matrix                                                         | springconcours       | 72e       | kwalificatie: 42 + x + x = 42 |
| Henrik von Eckermann op Allerdings                                                       | springconcours       | 23e       | kwalificatie: 0 + 0 + 16 = 16 (33e) finale: 8 + x |
| Jens Fredricson op Lunatic                                                               | springconcours       | 26e       | kwalificatie: 0 + 8 + 4 = 12 (16e) finale: 9 + x |
| Rolf-Göran Bengtsson Lisen Bratt Fredricson Henrik von Eckermann Jens Fredricson         | springconcours, team | 6e        | finale: 4 + 24 = 28 |

### Roeien
| Olympiër       | Onderdeel | Resultaat | Prestatie                                                                              |
| -------------- | --------- | --------- | -------------------------------------------------------------------------------------- |
| Lassi Karonen  | skiff (m) | 4e        | serie 3: 6.45,42 (1e) KF 3: 6.57,06 (1e) HF A/B 1: 7.19,77 (2e) A-finale: 7.04,04      |
|                |           |           |                                                                                        |
| Frida Svensson | skiff (v) | 10e       | serie 4: 7.32,61 (2e) KF 2: 7.40,64 (3e) HF A/B 2: 7.54,52 (5e) B-finale: 7.56,42 (4e) |

### Schietsport
| Olympiër          | Onderdeel      | Resultaat | Prestatie                                                                  |
| ----------------- | -------------- | --------- | -------------------------------------------------------------------------- |
| Stefan Nilsson    | skeet (m)      | 15e       | kwalificatie: 118 punten                                                   |
| Marcus Svensson   | skeet (m)      | 7e        | kwalificatie: 119 punten                                                   |
| Håkan Dahlby      | dubbeltrap (m) | Zilver    | kwalificatie: 137 punten (5e) finale: 186 punten                           |
|                   |                |           |                                                                            |
| Therese Lundqvist | skeet (v)      | 7e        | kwalificatie: 67 punten (6e) shoot-off: verloor van ITA Chiara Cainero 1-2 |

### Schoonspringen
| Olympiër             | Onderdeel      | Resultaat | Prestatie                                                                              |
| -------------------- | -------------- | --------- | -------------------------------------------------------------------------------------- |
| Christofer Eskilsson | 10 m toren (m) | 25e       | voorronde: 375.30 punten                                                               |
|                      |                |           |                                                                                        |
| Anna Lindberg        | 3 m plank (v)  | 10e       | voorronde: 318.60 punten (11e) halve finale: 319.80 punten (10e) finale: 316.80 punten |

### Taekwondo
| Olympiër       | Onderdeel  | Resultaat | Prestatie                                                                                 |
| -------------- | ---------- | --------- | ----------------------------------------------------------------------------------------- |
| Uno Sanli      | -58 kg (m) | 1/8F      | 1/8F: verloor van ESP Joel González (6-7) herkansing: verloor van AUS Safwan Khalil (1-4) |
|                |            |           |                                                                                           |
| Elin Johansson | -58 kg (v) | KF        | 1/8F: won van EGY Seham Sawalhy (6-0) KF: verloor van AUS Carmen Morton (3-6)             |

### Tafeltennis
| Olympiër                                 | Onderdeel     | Resultaat | Prestatie |
| ---------------------------------------- | ------------- | --------- | --- |
| Pär Gerell                               | enkelspel (m) | 1e ronde  | 1R: verloor van EGY El-sayed Lashin 3-4 (11-7, 4-11, 8-11, 10-12, 11-9, 11-8, 9-11) |
| Jörgen Persson                           | enkelspel (m) | 2e ronde  | 1R: won van NGR Segun Toriola 4-1 (11-8, 11-7, 12-10, 9-11, 11-6) 2R: verloor van CRO Andrej Gaćina 0-4 (5-11, 6-11, 7-11, 4-11) |
| Pär Gerell Jens Lundqvist Jörgen Persson | team (m)      | 1e ronde  | 1R: verloor van Duitsland 1-3 Persson - Timo Boll 3-1 (11-6, 11-7, 14-16, 11-8) Gerell - Dimitrij Ovtcharov 2-3 (14-16, 11-9, 11-6, 4-11, 8-11) Gerell / Lundqvist - Boll / Steger 0-3 (9-11, 8-11, 9-11) Persson - Bastian Steger 0-3 (12-14, 7-11, 10-12) |

### Tennis
| Olympiër                         | Onderdeel          | Resultaat | Prestatie |
| -------------------------------- | ------------------ | --------- | --- |
| Johan Brunström Robert Lindstedt | dubbelspel (m)     | 1/8F      | 1/16F: wonnen van SRB Novak Đoković / Viktor Troicki 7-6 (10-8), 6-3 1/8F: verloren van CRO Marin Čilić / Ivan Dodig 3-6, 2-6 |
|                                  |                    |           | |
| Sofia Arvidsson                  | enkelspel (v)      | 1/32F     | 1/32F: verloor van RUS Vera Zvonarjova 6-7 (3-7), 4-6                                                                         |
|                                  |                    |           | |
| Sofia Arvidsson Robert Lindstedt | gemengd dubbelspel | 1/8F      | 1/8F: verloren van ITA Roberta Vinci / Daniele Bracciali 3-6, 6-4, 8-10                                                       |

### Triatlon
| Olympiër    | Onderdeel | Resultaat | Prestatie |
| ----------- | --------- | --------- | --------- |
| Lisa Nordén | vrouwen   | Zilver    | 1:59.48   |

### Voetbal
| Olympiër | Onderdeel | Resultaat   | Prestatie                                                                                                 |
| --- | --------- | ----------- | --- |
| Johanna Almgren Kosovare Asllani Emma Berglund Lisa Dahlkvist Madelaine Edlund Nilla Fischer Antonia Göransson Marie Hammarström Sofia Jakobsson Hedvig Lindahl Lina Nilsson Lotta Schelin Caroline Seger Linda Sembrant Annica Svensson Sara Thunebro | vrouwen   | kwartfinale | groep F: (1e) Zweden 4-1 Zuid-Afrika Zweden 0-0 Japan Zweden 2-2 Canada kwartfinale: Zweden 1-2 Frankrijk |

### Wielersport
| Olympiër           | Onderdeel        | Resultaat    | Prestatie          |
| Mountainbike       | Mountainbike     | Mountainbike | Mountainbike       |
| ------------------ | ---------------- | ------------ | ------------------ |
| Alexandra Engen    | vrouwen          | 6e           | 1:33.08            |
| Weg                |                  |              |                    |
| Gustav Larsson     | tijdrit (m)      | 16e          | 54.35,26           |
| Gustav Larsson     | wegwedstrijd (m) | 76e          | 5:46.37            |
|                    |                  |              |                    |
| Emilia Fahlin      | tijdrit (v)      | 17e          | 41.15,85           |
| Emilia Fahlin      | wegwedstrijd (v) | 19e          | 3:35.56            |
| Emma Johansson     | tijdrit (v)      | 14e          | 40.38,56           |
| Emma Johansson     | wegwedstrijd (v) | 6e           | 3:35.56            |
| Isabelle Söderberg | wegwedstrijd (v) | -            | buiten tijdslimiet |

### Worstelen
| Olympiër         | Onderdeel      | Resultaat      | Prestatie |
| Grieks-Romeins   | Grieks-Romeins | Grieks-Romeins | Grieks-Romeins |
| ---------------- | -------------- | -------------- | --- |
| Robert Rosengren | -74 kg (m)     | 9e             | 1/8F: won van TUR Selçuk Çebi (1-3) KF: verloor van LTU Aleksandr Kazakevič (1-3) |
| Jimmy Lidberg    | -96 kg (m)     | Brons          | 1/8F: won van JPN Norikatsu Saikawa (3-0) KF: verloor van RUS Rustam Totrov (0-3) herkansing 2: won van AZE Shalva Gadabadze (3-1) om brons: won van BLR Tsimafei Dzeinichenka (3-1)                                        |
| Johan Eurén      | -120 kg (m)    | Brons          | kwalificatie: won van KAZ Nurmakhan Tinaliyev (3-0) 1/8F: won van HUN Mihály Deák-Bárdos (3-0) KF: won van IRI Bashir Babajanzadeh (3-0) HF: verloor van EST Heiki Nabi (1-3) om brons: won van BLR Ioseb Chugoshvili (3-1) |
| Vrije stijl      |                |                | |
| Sofia Mattsson   | -55 kg (v)     | 7e             | kwalificatie: won van MGL Byambatseren Sundev (3-0) 1/8F: won van TUN Marwa Amri (3-0) KF: verloor van RUS Valeria Zholobova (1-3)                                                                                          |
| Hanna Johansson  | -63 kg (v)     | 10e            | 1/8F: won van KGZ Aisuluu Tynybekova (3-1) KF: verloor van JPN Kaori Icho (0-3) herkansing 2: verloor van CAN Martine Dugrenier (1-3)                                                                                       |
| Jenny Fransson   | -72 kg (v)     | 9e             | kwalificatie: won van USA Ali Bernard (3-1) 1/8F: verloor van BUL Stanka Zlateva (0-3) herkansing 1: verloor van BLR Vasilisa Marzaliuk (1-3)                                                                               |

### Zeilen
| Olympiër                                       | Onderdeel        | Resultaat | Prestatie                                                                            |
| ---------------------------------------------- | ---------------- | --------- | ------------------------------------------------------------------------------------ |
| Rasmus Myrgren                                 | laser (m)        | Brons     | totaal 72 punten (11-5-4-5-25-10-4-9-10-2-medaillerace: 12)                          |
| Daniel Birgmark                                | finn (m)         | 9e        | totaal 90 punten (17-5-14-1-9-9-10-12-10-8-medaillerace: 12)                         |
| Anton Dahlberg Sebastian Östling               | 470 (m)          | 10e       | totaal 123 punten (4-6-8-14-13-9-14-24-22-13-medaillerace: 20)                       |
| Fredrik Lööf Max Salminen                      | star (m)         | Goud      | totaal 32 punten (10-4-4-1-5-3-4-1-2-5-medaillerace: 2)                              |
|                                                |                  |           |                                                                                      |
| Josefin Olsson                                 | laser radial (v) | 18e       | totaal 151 punten (25-17-5-18-14-24-29-29-5-14)                                      |
| Lisa Ericsson Astrid Gabrielsson               | 470 (v)          | 19e       | totaal 128 punten (17-12-11-9-16-20-19-13-18-20)                                     |
| Lotta Harrysson Malin Källström Anna Kjellberg | Elliott 6m (v)   | 11e       | groepsfase: won van NED verloor van RUS, NZL, FIN, FRA, ESP, DEN, POR, AUS, GBR, USA |
|                                                |                  |           |                                                                                      |
| Niclas Düring Jonas von Geijer                 | 49er (open)      | 10e       | totaal 153 punten (5-3-12-8-17-4-14-3-16-8-19-6-18-10-11-medaillerace: 18)           |

### Zwemmen
| Olympiër                                                           | Onderdeel            | Resultaat | Prestatie                                                       |
| ------------------------------------------------------------------ | -------------------- | --------- | --------------------------------------------------------------- |
| Stefan Nystrand                                                    | 50 m vrij (m)        | series    | serie 6: 22,32 (6e; 17e tijd)                                   |
| Stefan Nystrand                                                    | 100 m vrij (m)       | series    | serie 8: 49,55 (8e; 25e tijd)                                   |
| Lars Frölander                                                     | 100 m vlinder (m)    | series    | serie 4: 52,47 (5e; 20e tijd)                                   |
|                                                                    |                      |           |                                                                 |
| Therese Alshammar *                                                | 50 m vrij (v)        | 6e        | serie 8: 24,77 (1e; 6e tijd) HF 1: 24,71 (5e; 8e tijd) F: 24,61 |
| Sarah Sjöström                                                     | 50 m vrij (v)        | HF        | serie 9: 24,94 (4e; 10e tijd) HF 2: 25,08 (7e; 14e tijd)        |
| Sarah Sjöström                                                     | 100 m vrij (v)       | HF        | serie 6: 54,26 (4e; 10e tijd) HF 1: 53,93 (4e; 9e tijd)         |
| Sarah Sjöström                                                     | 200 m vrij (v)       | HF        | serie 5: 1.58,03 (3e; 7e tijd) HF 1: 1.58,12 (6e; 12e tijd)     |
| Sarah Sjöström                                                     | 100 m vlinder (v)    | 4e        | serie 5: 57,45 (1e; 4e tijd) HF 1: 57,27 (1e; 4e tijd) F: 57,17 |
| Therese Svendsen                                                   | 100 m rug (v)        | series    | serie 3: 1.03,11 (7e; 35e tijd)                                 |
| Joline Höstman                                                     | 100 m school (v)     | series    | serie 3: 1.08.28 (3e; 19e tijd)                                 |
| Joline Höstman                                                     | 200 m school (v)     | HF        | serie 4: 2.25,44 (1e; 6e tijd) HF 1: 2.24,77 (6e; 10e tijd)     |
| Jennie Johansson                                                   | 100 m school (v)     | HF        | serie 6: 1.07,14 (3e; 8e tijd) HF 1: 1.07,57 (6e; 10e tijd)     |
| Martina Granström                                                  | 100 m vlinder (v)    | HF        | serie 5: 58,70 (5e; 14e tijd) HF 2: 58,95 (8e; 15e tijd)        |
| Martina Granström                                                  | 200 m vlinder (v)    | HF        | serie 3: 2.08,94 (4e; 13e tijd) HF 2: 2.07,83 NR (6e; 10e tijd) |
| Stina Gardell                                                      | 200 m wissel (v)     | series    | serie 5: 2.14,70 (6e; 20e tijd)                                 |
| Stina Gardell                                                      | 400 m wissel (v)     | series    | serie 4: 4.41,66 (5e; 14e tijd)                                 |
| Michelle Coleman Gabriella Fagundez Ida Marko-Varga Sarah Sjöström | 4 × 100 m vrij (v)   | dsq       | serie 1: 3.38,21 (5e; 7e tijd) finale: gediskwalificeerd        |
| Michelle Coleman Martina Granström Jennie Johansson Sarah Sjöström | 4 × 100 m wissel (v) | series    | serie 2: 4.00,76 NR (6e; 10e tijd)                              |

Therese Alshammer maakte op de openingsdag van de Olympische Spelen bekend, dat ze niet mee zou doen aan de 100 meter vrije slag, wegens een beknelde zenuw in de nek. Eerder maakte ze al bekend, dat ze ook niet mee zou doen aan de estafetteploeg op de 4 × 100 meter vrije slag.
Afghanistan · Albanië · Algerije · Amerikaanse Maagdeneilanden · Amerikaans-Samoa · Andorra · Angola · Antigua en Barbuda · Argentinië · Armenië · Aruba · Australië · Azerbeidzjan · Bahama's · Bahrein · Bangladesh · Barbados · België · Belize · Benin · Bermuda · Bhutan · Bolivia · Bosnië en Herzegovina · Botswana · Brazilië · Britse Maagdeneilanden · Brunei · Bulgarije · Burkina Faso · Burundi · Cambodja · Canada · Centraal-Afrikaanse Republiek · Chili · China · Chinees Taipei · Colombia · Comoren · Congo-Brazzaville · Congo-Kinshasa · Cookeilanden · Costa Rica · Cuba · Cyprus · Denemarken · Djibouti · Dominica · Dominicaanse Republiek · Duitsland · Ecuador · Egypte · El Salvador · Equatoriaal-Guinea · Eritrea · Estland · Ethiopië · Fiji · Filipijnen · Finland · Frankrijk · Gabon · Gambia · Georgië · Ghana · Grenada · Griekenland · Groot-Brittannië · Guam · Guatemala · Guinee · Guinee‑Bissau · Guyana · Haïti · Honduras · Hongarije · Hongkong · Ierland · IJsland · India · Indonesië · Irak · Iran · Israël · Italië · Ivoorkust · Jamaica · Japan · Jemen · Jordanië · Kaaimaneilanden · Kaapverdië · Kameroen · Kazachstan · Kenia · Kirgizië · Kiribati · Koeweit · Kroatië · Laos · Lesotho · Letland · Libanon · Liberia · Libië · Liechtenstein · Litouwen · Luxemburg · Macedonië · Madagaskar · Malawi · Maldiven · Maleisië · Mali · Malta · Marshalleilanden · Marokko · Mauritanië · Mauritius · Mexico · Micronesië · Moldavië · Monaco · Mongolië · Montenegro · Mozambique · Myanmar · Namibië · Nauru · Nederland · Nepal · Nicaragua · Nieuw-Zeeland · Niger · Nigeria · Noord-Korea · Noorwegen · Oeganda · Oekraïne · Oezbekistan · Oman · Oostenrijk · Oost-Timor · Pakistan · Palau · Palestina · Panama · Papoea-Nieuw-Guinea · Paraguay · Peru · Polen · Portugal · Puerto Rico · Qatar · Roemenië · Rusland · Rwanda · Saint Kitts en Nevis · Saint Lucia · Saint Vincent en Grenadines · Salomonseilanden · Samoa · San Marino · Sao Tomé en Principe · Saoedi-Arabië · Senegal · Servië · Seychellen · Sierra Leone · Singapore · Slovenië · Slowakije · Soedan · Somalië · Spanje · Sri Lanka · Suriname · Swaziland · Syrië · Tadzjikistan · Tanzania · Thailand · Togo · Tonga · Trinidad en Tobago · Tsjaad · Tsjechië · Tunesië · Turkije · Turkmenistan · Tuvalu · Uruguay · Vanuatu · Venezuela · Verenigde Arabische Emiraten · Verenigde Staten · Vietnam · Wit-Rusland · Zambia · Zimbabwe · Zuid-Afrika · Zuid-Korea · Zweden · Zwitserland · Onafhankelijke atleten